# 1341 Edmée
1341 Edmée è un asteroide della fascia principale del diametro medio di circa 27,49 km. Scoperto nel 1935, presenta un'orbita caratterizzata da un semiasse maggiore pari a 2,7434588 UA e da un'eccentricità di 0,0757836, inclinata di 13,09092° rispetto all'eclittica.
L'asteroide è dedicato a Edmée Chandon, astronoma dell'Osservatorio di Parigi.